# Adam Kulich
Adam Kulich († před 1701) byl kamenický mistr a měšťan Starého Města pražského.:131, 148:351

## Život a dílo
Pocházel z obvodu domů postranního práva kláštera Na Františku.:148 Tam se již roku 1643 na Kozím plácku (tehdy nazývaném Starý uhelný trh) v domě čp. 814/I usadil jeho příbuzný (otec ?), řemeslník Václav Kulich.
14. října roku 1682 se Adam Kulich v kostele sv. Martina ve zdi oženil s Alžbětou Buzkovou.
Již v mládí a možná v době učení kamenickému řemeslu se přátelsky stýkal se Santinem Aichelem, dalším pražským kameníkem.:131:52 Přátelství vydrželo i v dospělosti, Adam Kulich byl svědkem na svatbě Santina Aichla v roce 1675.:148 Společně se často podíleli o kamenickou práci na největších pražských stavbách v poslední čtvrtině 17. století.:131
- V letech 1679–1688 pracovali na výstavbě křižovnického kostela sv. Františka Serafínského podle projektu Jeana-Baptisty Matheyho v průběhu jeho druhého stavebního období.[1]:132[5]:52
- V letech 1682–1686 se dvojice podílela na stavbě arcibiskupského semináře v Královském dvoře[5]:52 a podle Viktora Kotrby nejspíše i na stavbě později zbořeného kostela sv. Vojtěcha na Starém Městě.
- V letech  1699−1700 se Adam Kulich podle dochovaných účtů podílel na stavbě malostranského opevnění.[6]

Adam Kulich byl majitelem staroměstského domu „U Kameníků“, zvaného též „U Kulichů“ na Uhelném trhu.:148 Přátelské pouto jej pojilo se sochařem Janem Reinerem, jehož synovi Václavu Vavřinci Reinerovi, pozdějšímu malíři, byl za kmotra.:148

## Rodina
- Jeho bratranec, Karel Antonín Kulich (1654–1713) byl malířem a starším malířského pořádku staroměstského.[1]:148 Přátelil se s malířem Michalem Václavem Halbaxem. Proslul podobiznou Bohuslava Balbína a kresbami sousoší z Karlova mostu. Bydlel nedaleko Adama, v domě čp. 367/I v Perlové ulici č. 4[7].
- Adamova dcera Barbora se 5. září 1707 v kostele sv. Martina ve zdi vdala za Františka Santini-Aichela.[1]:148